# Kodagai, Khanapur
Kodagai là một làng thuộc tehsil Khanapur, huyện Belgaum, bang Karnataka, Ấn Độ.